# اتفاقية نيروبي
اتفاقية نيروبي هي شراكة بين الحكومات والمجتمع المدني والقطاع الخاص ، وتعمل من أجل منطقة غرب المحيط الهندي المزدهرة مع وجود أنهار وسواحل ومحيطات صحية. وتسعى إلى تحقيق هذه الرؤية من خلال توفير آلية للتعاون الإقليمي والتنسيق والعمل التعاوني ، وتمعل على تمكين الأطراف المتعاقدة من تسخير الموارد والخبرات من مجموعة واسعة من أصحاب المصلحة ومجموعات المصالح ؛ وبهذه الطريقة تساعد في حل المشاكل المترابطة للبيئة الساحلية والبحرية في المنطقة.

## تاريخ الاتفاقية
تم توقيعها لأول مرة في عام 1985 ودخلت حيز التنفيذ في عام 1996 ، وهي جزء من برنامج البحار الإقليمية التابع للأمم المتحدة للبيئة. يهدف البرنامج إلى معالجة التدهور المتسارع لمحيطات العالم والمناطق الساحلية من خلال الإدارة والاستخدام المستدامين للبيئة البحرية والساحلية. وهي تقوم بذلك من خلال إشراك البلدان التي تشترك في غرب المحيط الهندي في إجراءات لحماية بيئتها البحرية المشتركة. الأطراف المتعاقدة (جزر القمر وفرنسا وكينيا ومدغشقر وموريشيوس وموزمبيق وسيشيل والصومال وتنزانيا وجمهورية جنوب إفريقيا) هي جزء من أكثر من 143 دولة تشارك في 18 مبادرة بحار إقليمية.

## تنفيذ مشاريع الاتفاقية
نفذت أمانة اتفاقية نيروبي بنجاح مشاريع مختلفة داخل منطقة غرب المحيط الهندي من خلال تمويل المنظمات مثل صندوق البيئة العالمي وحكومتي النرويج والسويد ومن خلال شراكات مع منظمات أخرى مثل رابطة علوم البحار في غرب المحيط الهندي (WIOMSA) ، وجمعية الطيور العالمية ، والاتحاد الأفريقي (AU) ، ولجنة المحيط الهندي (IOC) ، والصندوق العالمي للطبيعةوالاتحاد الدولي لحفظ الطبيعة. وهي تشمل مشروع معالجة الأنشطة البرية في غرب المحيط الهندي (WIO-LaB) (بتمويل من مرفق البيئة العالمية في 2004-2010) والبرنامج البحري والساحلي الأفريقي (بتمويل من الحكومة السويدية في 2011-2016).

## الاتفاقية المعدلة
عقدت أمانة اتفاقية نيروبي مؤتمر المفوضين والمؤتمر السادس للأطراف (COP6) في مقر برنامج الأمم المتحدة للبيئة في جيجيري بنيروبي ، كينيا ، في الفترة من 29 مارس إلى 1 أبريل 2010 ، الذي نظر واعتمد اتفاقية نيروبي المعدلة لحماية وإدارة وتنمية البيئة البحرية والساحلية لغرب المحيط الهندي.